# Salve Rainha (Pärt)
Salve Rainha (Salve Regina) é um hino mariano, um cenário de Arvo Pärt do hino latino "Salve Regina" para coro misto e órgão em 2001. Foi apresentada pela primeira vez na Catedral de Essen em 22 de maio de 2002. Foi publicado pela Universal Edition em 2002. Pärt arranjou a composição para coro, celesta e orquestra de cordas em 2011 para uma celebração dos 150 anos de Unificação Italiana.

## História
Salve Regina foi encomendada para a celebração em 22 de maio de 2002 dos 1150 anos da fundação de Stift Essen (Abadia de Essen) e da cidade de Essen. O dia também foi o aniversário de 75 anos de Hubert Luthe, então bispo de Essen, a quem a obra é dedicada. Era desejo de Luthe ter um cenário deste texto para venerar a Madona Dourada de Essen.